# تومي لويس (لاعب كرة قدم أمريكية)
تومي لويس (بالإنجليزية: Tommy Lewis)‏ هو لاعب كرة قدم أمريكية أمريكي، ولد في 7 أكتوبر 1931 في غرينفيل في الولايات المتحدة، وتوفي في 12 أكتوبر 2014 في هنتسفيل في الولايات المتحدة.